# REDnote
REDnote (o semplicemente RED), noto anche come Little Red Book o Xiaohongshu in Cina (小红书S, xiǎohóngshūP, lett. "piccolo libro rosso") è una piattaforma di social media e commercio elettronico cinese.
A luglio 2019, REDnote aveva oltre 300 milioni di utenti registrati, con il 70% degli utenti nati dopo gli anni '90 (o generazione Z), l'80% degli utenti sono donne. Il numero di utenti attivi mensili è di oltre 100 milioni. L'applicazione consente agli utenti e agli influencer di pubblicare e condividere recensioni di prodotti, blog di viaggio e storie di stile di vita tramite brevi video e foto.
REDnote si basa sull'UGC (dall'inglese user-generated content), ossia sul contenuti generati dagli utenti, chiamati "note" (筆). Anche se inizialmente l’applicazione offriva soprattutto note sulla moda femminile e sui cosmetici, sono diventati molto popolari anche contenuti relativi al cibo, ai viaggi, all’intrattenimento, al fitness, alla moda, all'infanzia e persino alla moda maschile.
REDnote gestisce anche il RED Mall, che vende prodotti internazionali agli utenti cinesi.

## Storia
REDnote è stata fondata da Miranda Qu e Charlwin Mao nel 2013, come guida turistica online per gli acquirenti cinesi, fornendo una piattaforma per recensire prodotti e condividere esperienze di acquisto con la comunità. Nell'ottobre 2014, i fondatori hanno iniziato a concentrarsi sul collegamento dei consumatori cinesi con i rivenditori globali e hanno creato la propria piattaforma di e-commerce transfrontaliero, dove i consumatori cinesi possono acquistare prodotti dall'estero e ordinare direttamente.
Nel 2015, REDnote ha aperto i suoi magazzini a Shenzhen e a Zhengzhou.
A maggio 2017, REDnote aveva oltre 50 milioni di utenti, con un fatturato di quasi CN¥ 10 miliardi, rendendola una dei più grandi social commerce al mondo. Il sistema di logistica internazionale REDelivery è entrato in servizio lo stesso mese. Il 6 giugno di quell'anno, REDnote ha tenuto un festival dello shopping per celebrare il suo quarto anniversario, che ha visto i ricavi delle vendite superare i 100 milioni di CN¥ in 2 ore, mentre l'app si è classificata al primo posto nell'App Store iOS nella categoria "Shopping" il medesimo giorno.
Nel giugno 2018, REDnote ha completato un finanziamento di 300 milioni di dollari guidato da Alibaba e Tencent, con una valutazione di 3 miliardi di dollari.
A gennaio 2025, a seguito del minacciato blocco da parte del governo statunitense di TikTok previsto per il 19 gennaio, molti utenti hanno deciso di trasferirsi sul social cinese, rinominato REDnote per essere più appetibile per il mercato americano e occidentale. L'applicazione è al momento disponibile in cinese tradizionale e semplificato e inglese.

## Premi
- 2014 Agosto, REDnote ha vinto il premio come "Migliore app per la condivisione di acquisti all'estero" nella classifica Internet del settore dei viaggi in Cina.
- 2014 Settembre, REDnote ha vinto il titolo di "Top 100 Mobile Communities" per gli imprenditori.
- 2014 Settembre, REDnote ha vinto il premio "Little Red Flower".
- 2015 Luglio, REDnote ha vinto il premio "Nuova crescita" al primo vertice sugli investimenti nel commercio elettronico transfrontaliero del 2015.
- 2016 Dicembre, REDnote è stata selezionata come una delle "Top Ten E-Commerce" agli occhi dei produttori di beni di largo consumo.
- 2017 Dicembre, REDnote è stato classificato come "Chinese Brand" da "People's Daily".
- 2018 Febbraio, Qu Fang, la fondatrice di REDnote, è stata selezionata da Forbes China per la lista "25 potenziali donne nel business cinese nel 2018".
- 2018 Maggio, "People's Daily" ha riferito che REDnote era "un marchio cinese creato dalla fiducia di 96 milioni di utenti".
- 2018 Agosto, REDnote è stata inserita nell'elenco delle "50 aziende più innovative in Cina nel 2018" di Forbes.
- 2019 Giugno, REDnote è stata selezionata come "Elenco delle imprese più innovative in Cina per il 2019".
- 2019 Dicembre, è stata rilasciata la "Hurun Brand List 2019 di Huiju.com" e REDnote si è classificata al 175º posto con un valore del marchio di 5 miliardi di yuan, al 9º posto nella classifica nazionale dell'e-commerce 2019 e al valore del marchio al dettaglio e nella classifica nel settore privato. Si è anche classificata all'89º posto nella classifica "Hurun Most Valuable Private Brands 2019".
- 2020 Gennaio, Hurun Research Institute ha pubblicato "2019 Hurun China Top 500 Private Enterprises", REDnote si è classificata 367ª con un valore di mercato di 20 miliardi di yuan.